# Верхне-Колыбельский сельсовет
Верхне-Колыбельский сельсове́т — сельское поселение в Хлевенском районе Липецкой области. 
Административный центр — село Верхняя Колыбелька.

## История
В соответствии с законами Липецкой области №114-оз от 02.07.2004 и №126-оз от 23.09.2004 сельсовет наделён статусом сельского поселения, установлены границы муниципального образования.

## Население
| 2009 | 2010 | 2012 | 2013 | 2014 | 2015 | 2016 |
| ---- | ---- | ---- | ---- | ---- | ---- | ---- |
| 726  | ↘699 | ↘686 | ↗700 | ↗713 | ↘710 | ↘706 |
| 2017 | 2018 | 2021 |      |      |      |      |
| ↘696 | ↘673 | ↘668 |      |      |      |      |

## Состав сельского поселения
| № | Населённый пункт   | Тип населённого пункта       | Население |
| - | ------------------ | ---------------------------- | --------- |
| 1 | Верхняя Колыбелька | село, административный центр | ↘699      |
| 2 | Седелки            | деревня                      | →0        |